# Hauptpost (Pirmasens)
Die ehemalige Hauptpost in Pirmasens ist ein früheres Postamt und einstiger Postbahnhof, der von 1928 bis 1930 vom Architekten Heinrich Müller im Stil des Neuen Bauens errichtet wurde. Nach dem Ende des Postbetriebes Anfang der 2000er Jahre und zwischenzeitlichem Leerstand wurde das Gebäude von 2017 bis 2019 zu einer Jugendherberge umgebaut.
Das Gebäude liegt im Bahnhofsviertel von Pirmasens an der Kreuzung von Bahnhof- und Schützenstraße. Gegenüberliegend sind das sogenannte Postdreieck auf der anderen Seite der Schützenstraße sowie das Verwaltungsgebäude der Bauämter der Stadt Pirmasens auf der anderen Seite der Bahnhofstraße.

## Geschichte

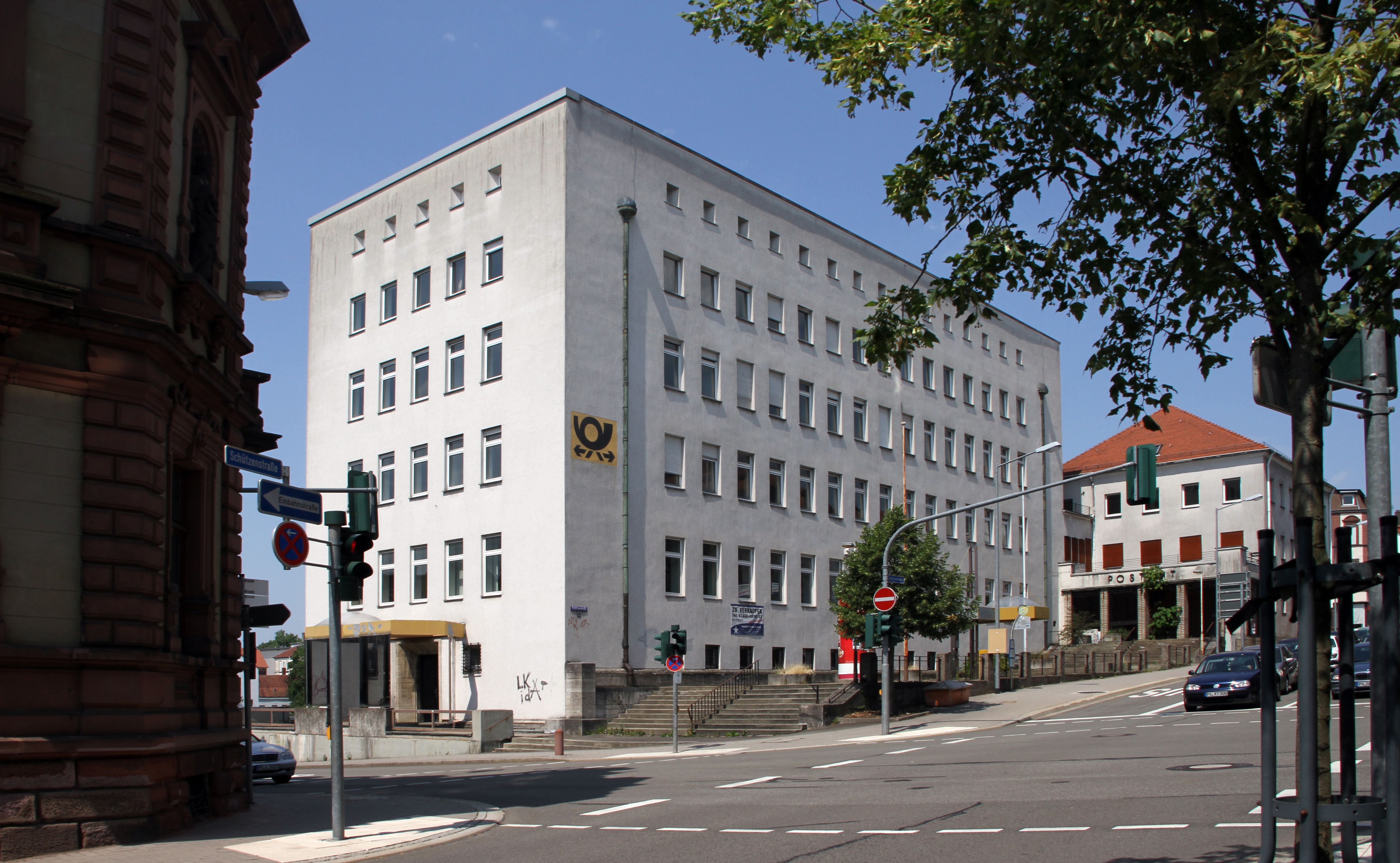
Das Gebäude im Jahr 2015 vor dem Umbau zur Jugendherberge

Das erste Hauptpostamt in Pirmasens war die 1893 errichtete Alte Post, die heute noch auf der gegenüberliegenden Seite der Bahnhofstraße etwas unterhalb der zweiten Hauptpost steht. Dieser prachtvolle Neorenaissance-Bau war durch den enormen Aufstieg der Schuhindustrie im 19. Jahrhundert notwendig geworden, wurde aber bereits nach wenigen Jahrzehnten Betriebszeit Mitte der 1920er Jahre wieder zu klein für das massive Postaufkommen, vor allem an Schuhpaketen. Im Jahr 1926 gab es rund 500 Schuhfabriken mit etwa 22.000 Arbeitern in der Stadt und der näheren Umgebung.
Ein wichtiger technischer Gesichtspunkt beim Neubau war die Anbindung an die Eisenbahn. Der Vorgängerbau besaß ein Anschlussgleis, die Wagen mussten allerdings noch per Hand rangiert werden und dabei die Bahnhofstraße überqueren. Das für das neue Postgebäude ausgewählte Baugrundstück lag in der direkten Verlängerung des Gleisfeldes des Hauptbahnhofs an einem Hang zur höhergelegenen Schützenstraße. Die Gleise wurden bis in den Keller des Neubaus gelegt, der über Förderbänder mit der Eingangsebene zur Schützenstraße verbunden war. Die Pakete konnten nach der Annahme direkt in die Eisenbahnwaggons verladen werden.
Nach der Verlegung der Postfiliale in das Moster-Gebäude in der Hauptstraße im Jahr 2001 stand das Gebäude jahrelang leer. 2015 kaufte der Pirmasenser Unternehmer Ralph Barlog das Gebäude und nutzte es für Konzerte und Kunstveranstaltungen. In der Folge entschied sich die Stadt Pirmasens, in dem Bau ihre langjährigen Planungen für eine Jugendherberge zu verwirklichen und erwarb ihn Anfang 2016. Die Finanzierung für den Umbau mit einer Investition von 11,6 Millionen Euro erfolgte durch die Stadtentwicklungsgesellschaft, die Rheinberger-Stiftung und das Deutsche Jugendherbergswerk. Im August 2017 wurde ein Musterzimmer errichtet, ab September 2017 wurde das Gebäude entkernt. Anfang 2018 starteten die Rohbauarbeiten. Schließlich eröffneten Oberbürgermeister Bernhard Matheis und Jacob Geditz, der Vorstandschef des Jugendherbergswerks in Rheinland-Pfalz und dem Saarland, am 18. April 2019 die neue Jugendherberge.

## Architektur
Das ehemalige Postamt zählt innerhalb der Pfalz zu den bedeutendsten Bauten der Postbauschule, der wichtigsten Ausprägung des Neuen Bauens in Bayern. Durch die anspruchsvolle topographische Lage und die aufwändige Technik war es eines der modernsten Postgebäude seiner Zeit.
Die Gestaltung der siebenstöckigen Fassade ist schlicht und schmucklos, nach oben wird sie von einem Flachdach abgeschlossen. Neben dem Hauptteil des Gebäudes liegt ein dreigeschossiger Anbau mit Walmdach, dieser vermittelte ursprünglich zum heute nicht mehr vorhandenen Nachbarhaus an der Ecke zur Joßstraße. Der Haupteingang an der Schützenstraße ist im Gegensatz zum Rest des Gebäudes neoklassizistisch gestaltet in Anlehnung an einen antiken Tempel. Hintergrund dieser Gestaltung ist wohl das Andenken an die im Ersten Weltkrieg gefallenen Postler, an die eine Inschrift erinnert. Ein weiterer aufwendig gestalteter Eingang besteht an der kurzen Fassade zur Bahnhofstraße, sie wird geziert durch eine schwere Bronzetür des Bildhauers Ernst Andreas Rauch.
Heinrich Müller war als Leiter der Hochbauabteilung der Oberpostdirektion Speyer auch für andere Bauprojekte in Pirmasens verantwortlich und entwarf unter anderem weite Teile der Postsiedlung und eine Kraftwagenhalle, beide auf dem Schachen gelegen. Seine Pläne für den Gebäudekomplex der Pauluskirche im Winzler Viertel wurden nur zu einem Teil ausgeführt.